# Phyllogomphoides suspectus
Phyllogomphoides suspectus är en trollsländeart som beskrevs av Belle 1994. Phyllogomphoides suspectus ingår i släktet Phyllogomphoides och familjen flodtrollsländor. IUCN kategoriserar arten globalt som otillräckligt studerad. Inga underarter finns listade i Catalogue of Life.